# Promontórium Borlovagrend
A  Promontorium Borlovagrend Egyesület (rövidített neve: Promontorium Borlovagrend) társadalmi szervezet, nonprofit, tevékenysége közhasznú. Az Egyesület  politikai tevékenységet nem folytat, pártoktól független. Működési területe: Közép-magyarországi régió – különös tekintettel Budafok – Nagytétényre és környezetére. 

## Megalapítása
Budafok 1992. Alapítók: dr. Gazdag László nagymester, Márkus Pál ceremóniamester, Bakos Gábor szakmai titkár, Deák Lajos pohárnok, Domján Károly kincstárnok voltak. Székhelye: 1222 Budapest, Kossuth Lajos u. 83. 

## Célja
A minőségi szőlő és bortermelés fejlesztésének segítése (fajta eredet, táj- és hírnévvédelem)
Budafok borászati hagyományainak megfelelően az idegenforgalom fejlődésének elősegítése a helyi, a nemzetiségi és borászati hagyományokra építve.         
Szoros kapcsolat kiépítése a budafoki borászati vállalatokkal, vállalkozókkal, a Soós István Borászati Szakközépiskola és Szakiskolával, a vendéglősökkel, hogy az itt élők és az ide látogatók kulturált borfogyasztási, borkóstolási ismeretei bővüljenek.
Borászati nevelés és oktatás, képességfejlesztés, ismeretterjesztés
Kulturális örökség megóvása
Fogyasztóvédelem
A törvényi előírások megismertetése

## Feladata
Szőlészeti-borászati szakmai ismertek oktatása, előadások tartása és szervezése felnőttek részére, szőlészeti-borászati vonatkozású szín- és íz-érzékelő tréningek, gyakorlatok tartása,
Közösségi kulturális hagyományok, értékek ápolásának, művelődésre szerveződő közösségek tevékenységének támogatása a helyi önkormányzattal kötött megállapodás alapján, kulturális szolgáltatás, a kulturális örökség helyi védelme, a kerület borászati és kulturális rendezvényein való tevékeny részvétel
Érdekképviselet, esélyegyenlőség, kulturális autonómia megerősítésére önszerveződés     szervezésének/működtetésének támogatása, nemzetiségi közösséghez kötődő kulturális javak megőrzése, a magyarországi nemzeti és etnikai kisebbségekkel, valamint a határon túli magyarsággal kapcsolatos szakmai tevékenység
Fogyasztóvédelmi oktatás a fogyasztók érdekeinek/jogainak érvényesítése, fogyasztói problémák feltárása, a fogyasztók képviselete, eljárás, vizsgálat, intézkedés kezdeményezése a fogyasztói jogok/érdekek védelmében, tájékoztatás, a tudatos fogyasztói magatartás elősegítése, a fogyasztók tájékozottságának javítása, közvélemény tájékoztatása
Szőlészeti és borászati hagyományok, emlékek, eszközök gyűjtése, helyi szőlészeti- borászati gyűjtemény részére, Magyarország történelmi borvidékeinek jellegzetes boraival.
Előadások, rendezvények szervezése, a bor szerepének bemutatása mindennapi életünkben, borbemutatók, borászati összejövetelek szervezése
Részvétel az országos, nemzetközi rendezvényeken, díszfelvonulásokon, előadásokon, ahol a Borlovagrendeket képviselik az egyesületek.
Borászati, borgasztronómiai, helytörténeti kiadványok készítése, kiadása, terjesztése

## Tagság
Rendes tagok, alapító borlovagok, borlovagok, pártoló tagok, borőrök, tiszteletbeli tagok, hírvivők. Tagja lehet, minden magyar, vagy külföldi állampolgár (természetes személy), aki az Egyesület Alapszabályát elfogadja, felavatják, a megállapított tagdíjat fizeti. A rendes tagok felvételéről a közgyűlés, a pártoló tagok felvételéről a Nagytanács dönt, A tagfelvételre az egyesület rendes tagjai tehetnek javaslatot. A tagfelvétel nyilvános, ünnepélyes avatáson történik próbatétellel. A taglétszám növekvő, évente három főt avatnak.

## Szervezet
Közgyűlés
Nagytanács (elnökség): Alkancellár (szakmai alelnök), Kancellár (főtitkár), Nagymester (elnök)
Felügyelő Bizottság
További tisztségviselők: Kincstárnok (Gazdasági alelnök), Ceremóniamester (Főavató mester) Pincemester (Főborász), Krónikás (Jegyző)
Tiszteletbeli örökös nagymester
Az Egyesület tisztségviselői feladataikat díjazás nélkül látják el. A bevételeket nem osztják fel, visszaforgatják a közhasznú tevékenységébe.
Nagymesterek: dr. Gazdag László (1992-2005), dr. Urbán András (2006-2015) Szűcs Zoltán (2016-2021) Bitai Gergely (2021-)